# Шиньга
Шиньга — река в России, протекает в Советском районе Кировской области. Устье реки находится в 50 км по левому берегу реки Немды. Длина реки составляет 10 км.
Река берёт начало около деревни Любезное в 30 км к югу от Советска и вблизи границы с республикой Марий Эл. Река течёт на северо-восток, протекает деревни Любезново, Безрогозново, Гориново, Дёмино, Елисенки. Крупнейший приток — Тихая Шиньга (левый). Впадает в Нёмду выше деревни Воробьёва Гора.

## Данные водного реестра
По данным государственного водного реестра России относится к Камскому бассейновому округу, водохозяйственный участок реки — Вятка от города Котельнич до водомерного поста посёлка городского типа Аркуль, речной подбассейн реки — Вятка. Речной бассейн реки — Кама.
По данным геоинформационной системы водохозяйственного районирования территории РФ, подготовленной Федеральным агентством водных ресурсов:
- Код водного объекта в государственном водном реестре — 10010300412111100037532
- Код по гидрологической изученности (ГИ) — 111103753
- Код бассейна — 10.01.03.004
- Номер тома по ГИ — 11
- Выпуск по ГИ — 1